# Stockholms Cullbergpris
Stockholms Cullbergpris är ett pris om 100 000 kronor som instiftades 2002 av Stockholms stad till Birgit Cullbergs minne. Priset delas sedan 2004 ut vartannat år (jämna årtal 2008, 2010 osv).
Cullbergpriset delas ut till den person eller grupp som är aktiv inom danskonst i Stockholm och som har placerat Stockholm på den internationella danskartan eller bidragit till att utveckla danskonsten. 

## Pristagare
- 2002 – Ana Laguna
- 2003 – Margaretha Åsberg
- 2004 – Birgitta Egerbladh
- 2006 – Cristina Caprioli
- 2008 – Bounce
- 2010 – Anna Koch / Weld
- 2012 – Örjan Andersson[1]
- 2014 – Virpi Pahkinen
- 2016 – Niki Tsappos[2]
- 2018 – Claire Parsons[3]
- 2020 – Minna Krook[4]
- 2022 – Kenneth Kvarnström[5]
- 2024 – Alexander Ekman